# Dusch (tidning)
Dusch var en dagstidning av typen boulevardtidning. Utgivningsperioden var 1899-12-07--1901-06-06. Fullständig titel DUSCH.

## Redaktion och tryckning
Redaktionen var på Kungsportsavenyen 16 i Göteborg hela tiden. Ansvarig utgivare var  August Emil Eggertz från 9 november 1899 till tidningens upphörande. Han var också redaktör för tidningen hela tiden. Tidningen var endagars och kom ut på torsdagar. Den periodiska bilagan kom oregelbundet med varierande och allmänt innehåll. Tidningen utkom med ett odaterat julnummer (nr. 22) 1901 efter att ordinarie utgivning upphört. Ett provnummer för tidningen gavs ut 30 november 1899. 
Tryckeri var Göteborgs litografiska aktiebolag som tryckte tidningen med antikva, först till 1901 med svart + 1 färg och sedan med svart + 2 färger 1901. Satsytan var 52 x 40 eller 59 x 40. Tidningen hade 4 sidor. Priset var 10 öre per lösnummer 1899 och sedan 4,40 kronor 1900-1901.
Göteborgs Aftonblad skrev 1 december 1899 : Dusch, Göteborgs nya — och för öfrigt enda — “boulevardtidning“, har nu utkommit med sitt profnummer. Tidningens redaktör är hr Emil Eggertz, förut väl bekant och värderad särskildt som krönikör. För tidningens lllustrationsafdelning sörjer den bekanta målarinnan fru Westfelt-Eggertz. Profnumret bjuder på ett godt och omvexlande innehåll, både skämt och allvar, och inledes med en vacker dikt af A. U. Bååth till en tafla af Per Ekström. Dusch vill, “som namnet antyder, i första hand bli en uppfriskande tidning“. Den “skall försöka att låta allvar och skämt blandas i lagom proportion. Och om ni ibland skulle finna lite allvar på bottnen, där skämt lekt på ytan, så skadar det ju inte”, heter det bland annat i red:ns friska “anmälan om ni så vill.  Vi tillönska kollegan god fortsättning.